# Cleobulia
Genre
Cleobulia est un genre de plantes à fleurs dicotylédones de la famille des Fabaceae, sous-famille des Faboideae, originaire d'Amérique, qui comprend quatre espèces acceptées.

## Liste d'espèces
Selon The Plant List (21 novembre 2018) :
- Cleobulia crassistyla R.H.Maxwell
- Cleobulia diocleoides Benth.
- Cleobulia leiantha Benth.
- Cleobulia multiflora Benth.